# Aister
Aister var en folkstam som omnämndes i Tacitus Germania.
"... Ergo iam dextro Suebici maris litore Aestiorum gentes adluuntur, quibus ritus habitusque Sueborum, lingua Britannicae propior. ..."
Det är ovisst huruvida dessa var germaner, balter eller finsk-ugrer. Aister har en likhet med benämningen ester, men det är osäkert om det är dessa som menas.